# BMW serii 8 Gran Coupe
BMW serii 8 Gran Coupe – samochód osobowy klasy wyższej produkowany pod niemiecką marką BMW od 2019 roku.

## Historia i opis modelu

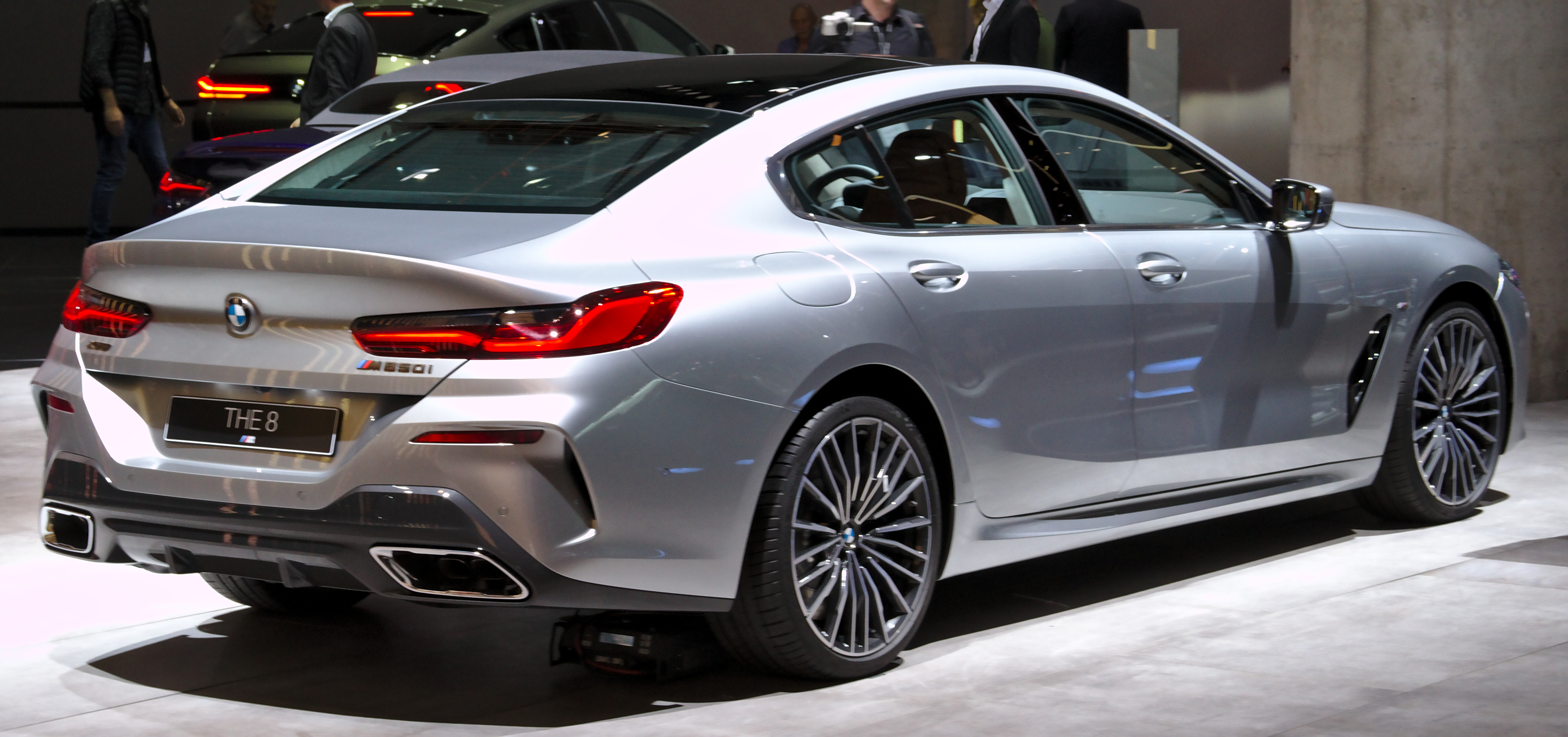
BMW serii 8 Gran Coupe (G16) - tył

Samochód został zaprezentowany  po raz pierwszy w lipcu 2019 roku.
Podobnie jak wersja coupe, samochód zastępuje poprzednika reprezentującego Serię 6. Samochód dalej jest  połączeniem limuzyny klasy wyższej z cechami sportowego coupe, konkurując m.in. z Audi A7 i Mercedesem CLS. Samochód w porównaniu do poprzednika jest jeszcze dłuższy, szerszy i ma jeszcze większy rozstaw osi. Światowa premiera Serii 8 Gran Coupe odbyła się na Frankfurt Auto Show we wrześniu 2019 roku.